# Koninki
Koninki – część wsi Poręba Wielka w Polsce, położona w województwie małopolskim,  w powiecie limanowskim, w gminie Niedźwiedź.
W latach 1975–1998 Koninki należały administracyjnie do województwa nowosądeckiego.

## Położenie
Koninki leżą w Gorcach, w dolinie potoku Koninka i na stokach Tobołowa, Tobołczyka, Turbaczyka, Czechowej Góry i Starmachowskiego Gronia. Znajdują się na obrzeżu Gorczańskiego Parku Narodowego. Do Koninek dochodzi szosa z Poręby Wielkiej, ślepo kończąca się przy parkingu dolnej stacji kolei krzesełkowej na Tobołów.

## Historia i pochodzenie
Pierwsze wzmianki na temat osadnictwa na terenie sołectwa Poręby Wielkiej, pochodzą już z aktów z 1234 roku. W 1254 pojawia się źródło mówiące o nazwie potoku Koninka, gdzie potok ten figuruje pod nazwą Cuna Parwa (Kuna mała), w tym czasie potok Konina miał nazwę Cuna Magna (Kuna wielka).
Pierwsza wzmianka na temat przysiółka wsi Koninki dla Poręby Wielkiej pojawia się w 1677 roku. Z czasem grupa etnograficzna Koninek wyodrębniła się od reszty i zaczęła być znana dopiero w XIX wieku.

## Turystyka i rekreacja
Koninki są baza turystyczno-wypoczynkową i bazą wypadową w Gorcach. Z Koninek wiodą dwa szlaki (niebieski i zielony) na Turbacz. Z Koninek także wiedzie najkrótsza droga (ok. 20 minut) do Orkanówki, muzeum biograficznego Władysława Orkana.
W Koninkach jest kolej krzesełkowa na Tobołów. Stok Tobołowa to najdłuższa nartostrada w Gorcach. Dolna stacja kolei leży na terenie dawnego ośrodka wypoczynkowego Huty im. Lenina (później Sendzimira) z Krakowa. W XVIII w. w tym miejscu, zwanym do dzisiaj Huciskiem, istniała huta szkła. W centrum Koninek znajduje się kapliczka, która według legendy zatrzymała epidemię cholery.
Koninki są także jednym z ośrodków kolarstwa górskiego w Polsce. Na północno-wschodnich, opadających do Koninek stokach Tobołowa i Tobołczyka poprowadzono kilka tras zjazdowych dla kolarzy górskich, którzy tutaj trenują m.in. zjazd na szybkość (freeride). Na trasach zamontowano drewniane pomosty do skoków, są naturalne terenowe „hopki” i inne typowe dla tego sportu terenowe przeszkody. Kolej krzesełkowa „Tobołów” przewozi w górę również kolarzy z rowerami.
Największym ośrodkiem wypoczynkowym Koninek jest Ostoja Górska Koninki z zapleczem 200 miejsc noclegowych.

## Galeria

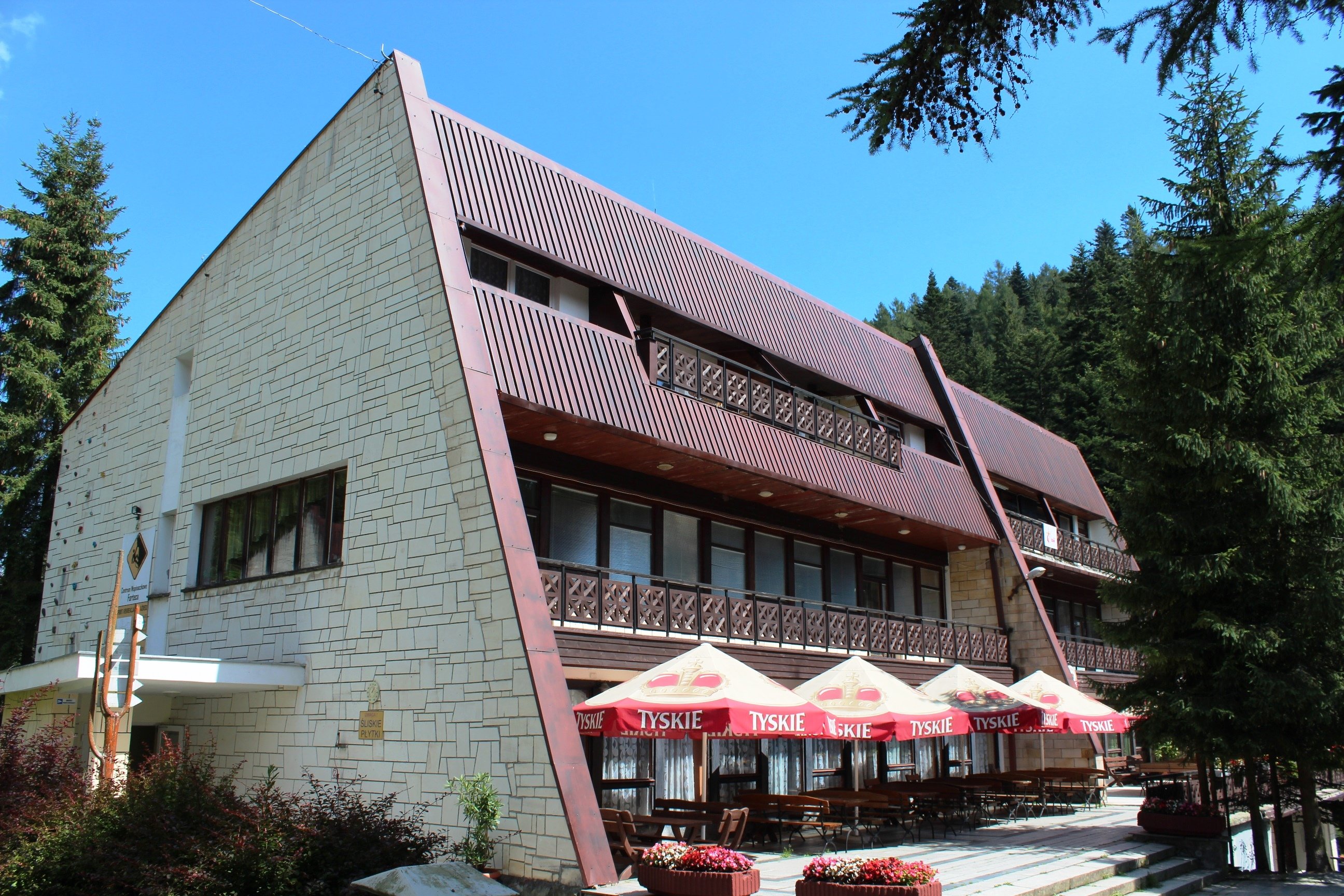
Główny budynek Stacji Narciarskiej Koninki
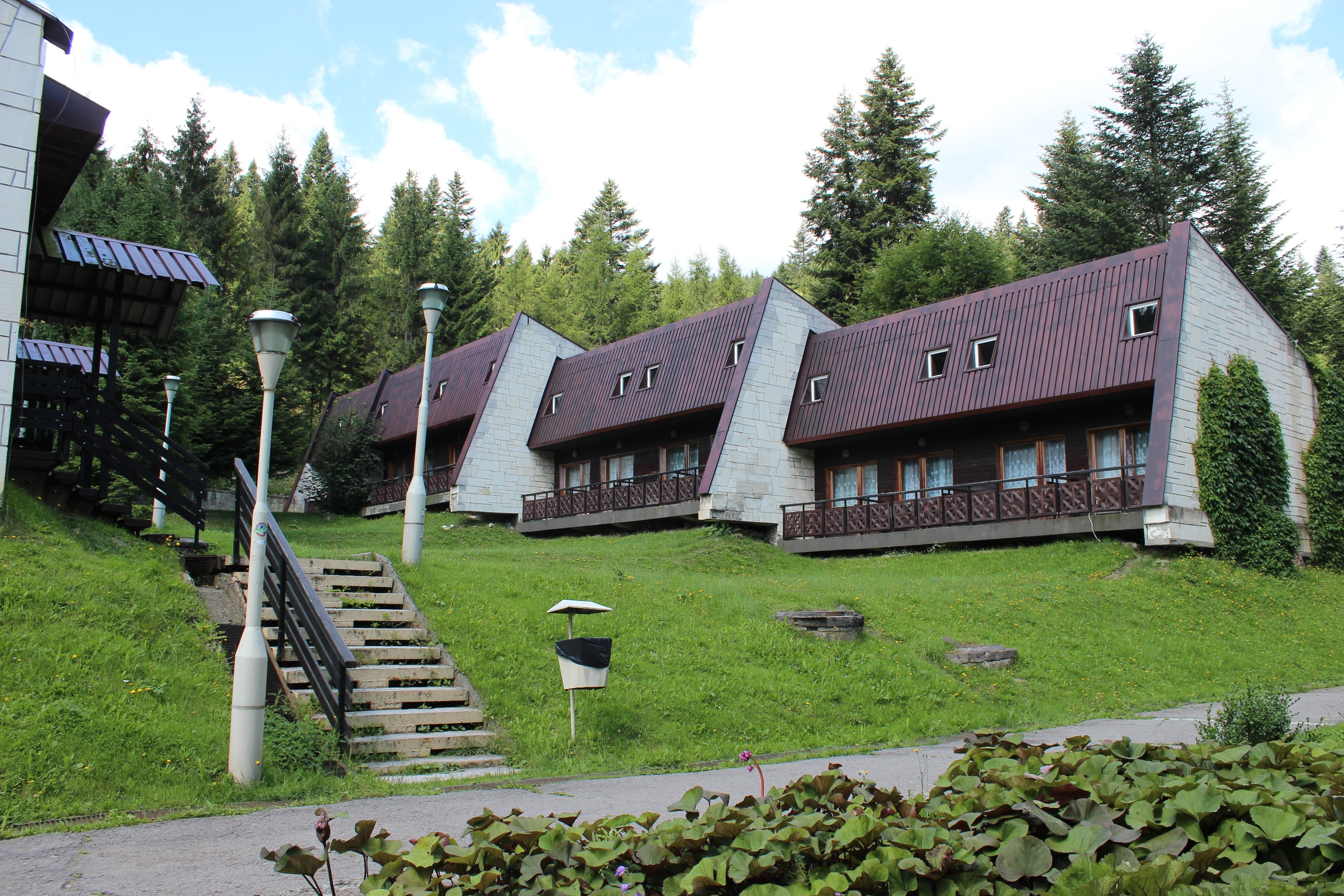
Jeden z pawilonów Stacji Narciarskiej Koninki
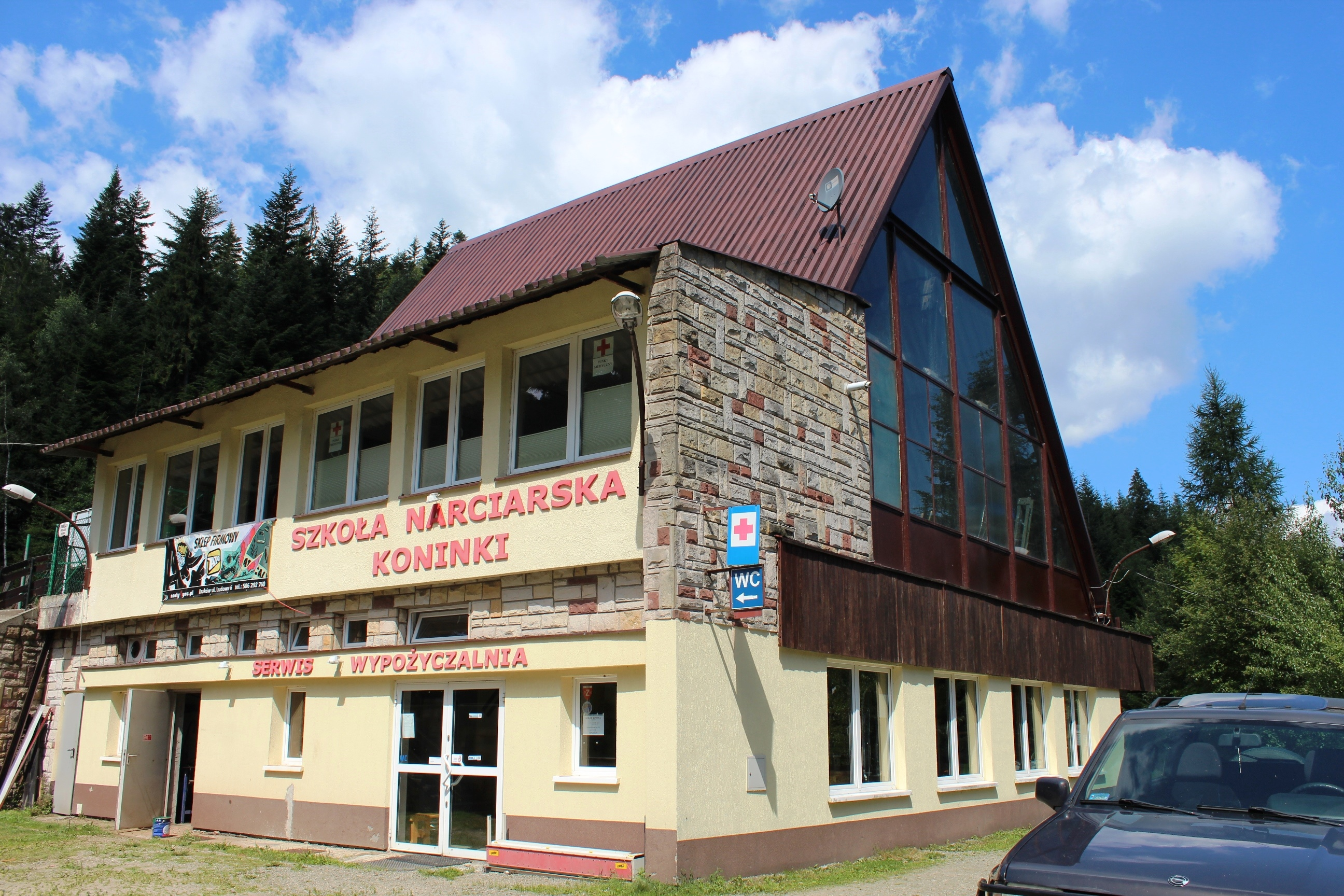
Budynek dolnej stacji kolei krzesełkowej na Tobołów
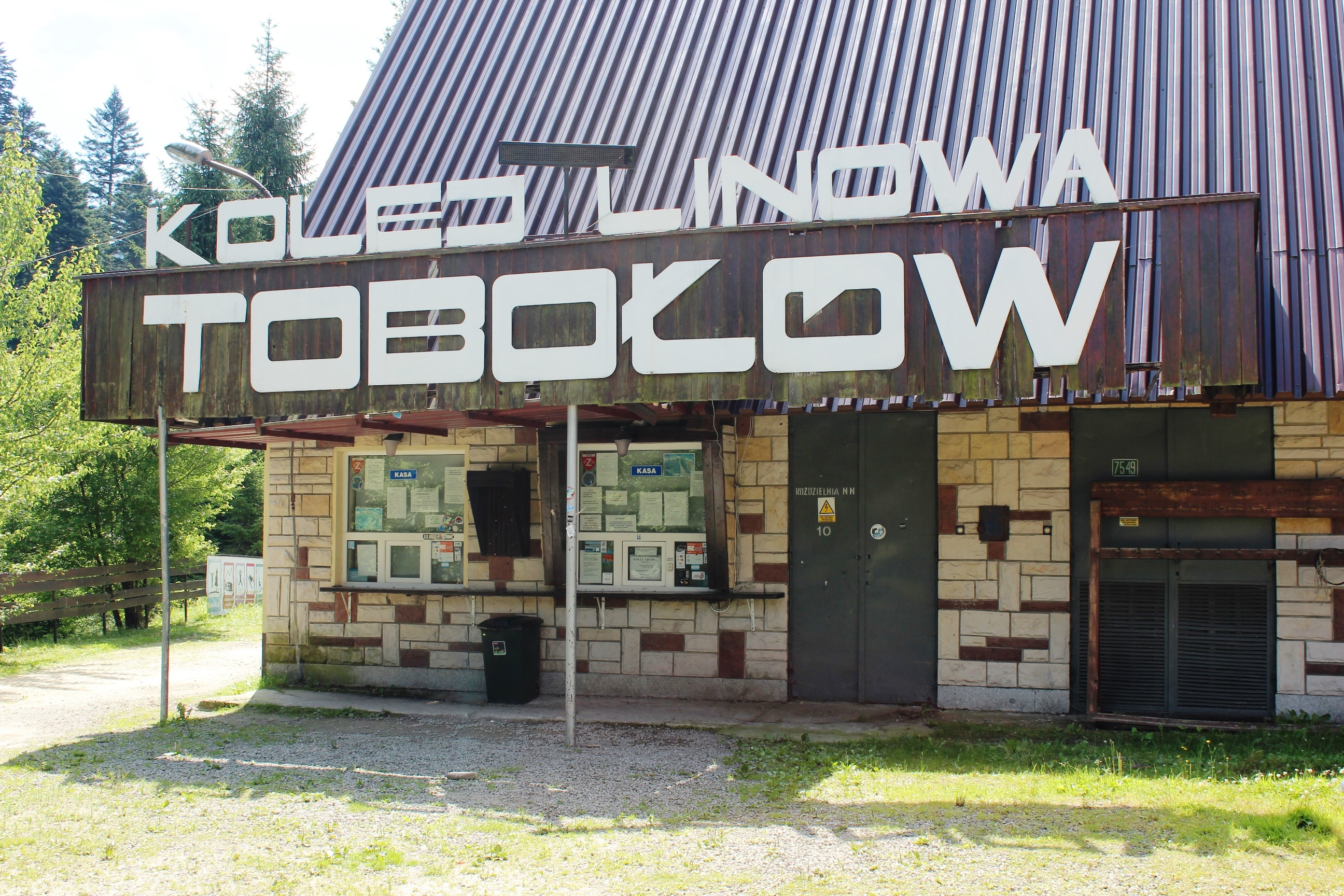
Kasy biletowe w budynku dolnej stacji kolei krzesełkowej na Tobołów
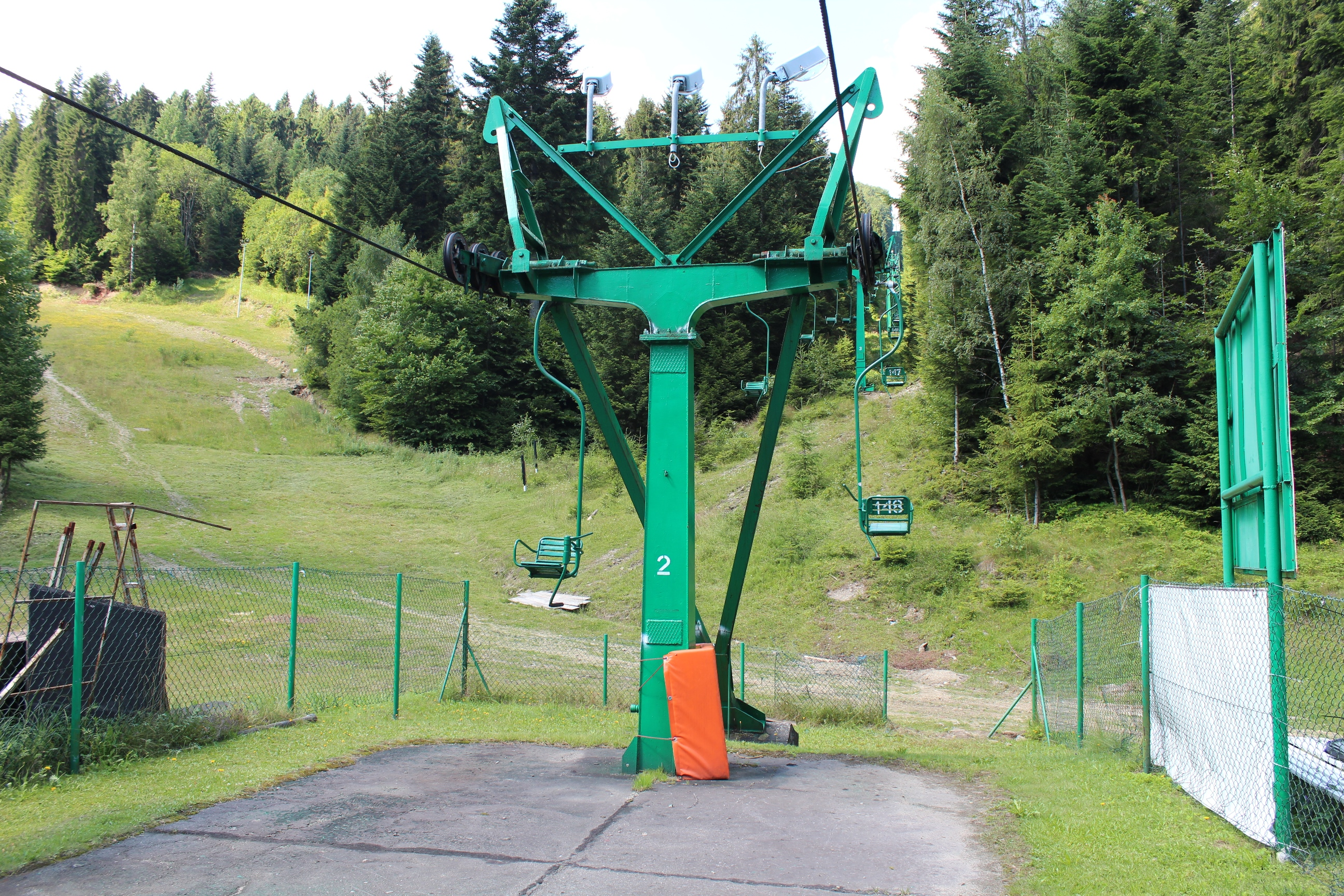
Peron na dolnej stacji kolei krzesełkowej na Tobołów